# SDガンダム GGENERATION モノアイガンダムズ
『SDガンダム GGENERATION モノアイガンダムズ』（エスディーガンダム ジージェネレーション モノアイガンダムズ）は、2002年9月26日に発売されたワンダースワンカラー用ゲームソフト。
2005年5月26日に発売されたニンテンドーDS用ゲームソフト『SDガンダム GGENERATION DS』（エスディーガンダム ジージェネレーション ディーエス、以下：『DS』）では、『モノアイガンダムズ』のストーリーをジオン側から見たシナリオが収録されている。
本項では『DS』についても併せて解説する。

## 内容

### モノアイガンダムズ
物語は一年戦争の終盤からグリプス戦役までを舞台としている。明確な主人公がいなかったこれまでの作品と異なり、オリジナルキャラクターであるシグ・ウェドナーを主人公としているのが特徴。また、タイトル通り、ストーリーの中核を担う存在としてモノアイを備えた3機のガンダムタイプMSが登場する。
なお、当時放映開始前であった『ガンダムSEED』から隠し機体としてストライクガンダム（初期稿の中距離戦用装備タイプ）が登場する。また、本作のオリジナル要素として『機動戦士ガンダム C.D.A. 若き彗星の肖像』での少女期のハマーン・カーンが白銀にカラーリングされたエルメス3号機に乗って登場する。

### DS
同作には『モノアイガンダムズ』のシナリオをジオン軍の視点で描いたシナリオが収録されている。『モノアイガンダムズ』とは異なり明確な主人公はいないが、『モノアイガンダムズ』のシグ・ウェドナーの他、ディー・トリエルなどの新たなオリジナルキャラクターが登場する。
なお、宇宙世紀ルート（主に『1st』『Ζ』『ΖΖ』など）、平成ガンダムルート（主に『G』『W』『SEED』など）、隠しルートのライバルルート（ジェリド・メサ、トレーズ・クシュリナーダ、ナタル・バジルールなど、原作では敵側のキャラクターを使う）の3つのストーリーが収録されており、様々な軍の視点からIFストーリーを追うことができる。
また、GBAカートリッジ差込口にクリア済みセーブデータがある『ADVANCE』を挿入してゲームを始めると、本編スタート直前にアイテム補給イベントが発生してパーツが入手できる。
なお、本作はシステムセーブデータの消去方法が存在しない。

## ストーリー（モノアイガンダムズ）
一年戦争末期、ジオン公国軍のMS隊隊長として戦っていたシグ・ウェドナーとその部隊は、仲間の裏切りにより壊滅してしまう。それから7年後、かろうじて一命を取り留めたシグはエゥーゴの一員としてティターンズと戦っていた。そして、ガンダムMk-II奪取任務のために潜入したサイド7のティターンズ基地内で、彼はもう一機のティターンズ製ガンダム「シスクード」と出会い、「プロジェクト・セイレーネ」の存在を知る。

## キャラクター

### オリジナルキャラクター（モノアイガンダムズ）
本作のオリジナルキャラクターのデザインは内田順久が担当。ここではリメイク作『DS』での変更点も併せて記述する。
シグ・ウェドナー
声：木島隆一（CROSS RAYS）
主人公、男性。ジオン公国軍少尉（後に中尉に昇進）、後にエゥーゴに所属。乗機は高機動型ザクII、ゲルググM、シスクード。
「シグ」は愛称であり、本名がジークフリード・ウェドナーという大仰な名前であるためコンプレックスを持っており、本名で呼ばれるのを嫌う。
一年戦争時は、ブラードが艦長を務めるムサイ級軽巡洋艦所属のモビルスーツ隊を指揮。エルメスのテストパイロットとして配属されたセレイン・イクスペリと恋仲となるが、ア・バオア・クーから撤退しアクシズへ向かう途中でアイン・レヴィの裏切りに遭い、待ち伏せていた連邦艦隊によってセレインや母艦を撃沈された上、自身も顔の左側に大きな傷を負った。
後にエゥーゴに参加、アーガマでクワトロ・バジーナ大尉率いるモビルスーツ隊の一角を担う。サイド7への潜入時にティターンズの一員となったアインと再会、強奪したシスクードを駆って彼を追う。かつては仲間との連携を重要視する指揮官だったが、アインの裏切り以降は自分を見失い、独断専行するなどチームワークを乱す行動が目立った。また、かつての恋人で敵となったセレインと遭遇した際には発砲することができない有様だった。セレインを諦められずに苦悩し続けるが、ミアンや仲間達の支えもあって立ち直り、セレインを助け出す覚悟を決める。
『DS』『CROSS RAYS』にも登場する。『DS』では、セレインが洗脳の影響から脱していながら敢えてアインに付き従っていることを知り、自分が思い出の幻影に取り憑かれていたことに気付く。ヤキン・ドゥーエに向かう途上でアインを討ち取った後、「アインと一緒に死にたい」というセレインの望みを聞き入れて自らの手で殺害。シグ自身も爆発するテラ・スオーノに突っ込み自殺を図るが、ミアンから「セラの分も生きるべき」と諭され、過去との決別を果たす。なお、2周目以降に追加されるSPゲームの進行によっては、セレインを救出する展開もある。
セレイン・イクスペリ
女性。ジオン公国軍少尉、フラナガン機関で育成されたニュータイプ。後に洗脳措置を受けてティターンズに所属。乗機はリック・ドム、エルメス4号機、テラ・スオーノ。
愛称は「セラ」。「セレイン・イクスペリ」は研究所員が名付けたものであり、本名ではない。
一年戦争時、エルメスの試験運用のため、シグの部隊に配属された。幼い頃から研究所で育ったため、思ったことをそのまま発言するなど人との付き合い方が分からず、自分を空虚な存在だと感じている。そんな自分の人間としての存在価値を強く認めてくれたシグと惹かれ合い恋仲となる。「フラナガン機関秘蔵のニュータイプ」との触れ込みだったが、実際は「プロジェクト・セイレーネ」のために生み出された強化人間。そのため、ア・バオア・クーから撤退しアクシズへ向かう途中でアイン・レヴィの裏切りに遭い、シグを庇って撃墜された。
死亡したと思われていたが生存しており、アインに対し盲目的に服従する洗脳措置を施されてティターンズの一員となる。なお、本作のエンディングは、彼女かミアンのどちらかを中心にした内容に分岐する。
『DS』では、シグと離れ離れになった孤独感に耐えられず、その心の隙間を埋めるためアインに依存し、洗脳された振りをして自らの意思で「プロジェクト・セイレーネ」の中枢として利用される道を選んだ。後にアインがシグに討たれると、長年連れ添ったパートナーであるアインに殉じるためシグに殺されることを懇願し、願いを聞き入れたシグによって殺害された。なお、2周目以降に追加されるスペシャルモードの進行によっては、生きて再びシグの下へ戻ることができる。
なお、隠しルートでは、アインによって生み出されたセレインのクローン体が登場。シグからは「過去との因縁を断ち切る」として命を狙われることになる。ゲーム進行次第で生死が分岐し、特に自分がセレインのクローンであることを突き止め、シグとの一騎討ちを申し込み、自分はオリジナルのセレインとは違う存在だと訴え、それを理解したシグと和解、共闘する展開もある。また、彼女がギム・ギンガナムに代わってターンXの新しい主となるイベントも存在する。
アイン・レヴィ
男性。ジオン公国軍曹長、フラナガン機関で育成されたニュータイプ。後にティターンズ所属。乗機はリック・ドム、ゲルググJ、デスパーダ。
一年戦争時、セレインと共にシグの部隊に配属された。当初はオールドタイプであるシグに反抗的だったが、幾多の戦闘を経て敬意を示すようになり、やがて友人となった。しかし、密かに想いを寄せていたセレインがシグを選んだと知るとオールドタイプへの歪んだ優越感が再燃し、ア・バオア・クーから撤退途中のブラード戦隊の位置を連邦軍に密告した。
後に「プロジェクト・セイレーネ」を手土産に連邦軍に取り入りティターンズに所属。自分を盲目的に慕うように洗脳したセレインを侍らせている。ニュータイプではあるが、その能力やパイロットの技量は低く、セレインのサポートが無いと戦闘技能はシグに劣る。
『DS』では「強化人間であるセレインの不安定な精神を補うパートナーとして、研究所が用意したニュータイプだが、彼女がシグをパートナーに選んだため、強い嫉妬と憎悪に駆られ人格が破綻した」と設定が変更されている。セレインを利用した「システム・ファブニール」によって強力なニュータイプ能力を得ているものの、自己を高める努力を一切してこなかったため、ヤキン・ドゥーエ付近宙域での戦闘においてシグに敗れる。その後シグを道連れにしようとシステム・セイレーネを暴走させて死亡した。
ブラード・ファーレン
男性。ジオン公国軍中佐、ミアンの父。妻はゼナ・ザビの侍女を務めている。
一年戦争時、自身が艦長を務めるムサイ級軽巡洋艦と搭載MSで構成される、キシリア・ザビ少将隷下の独立戦隊「ブラード戦隊」を指揮した。エルメスの試験運用のためセレインらニュータイプ配属が決まった際、シグを中尉に昇進させ彼らの部隊指揮を任せた。後にブラード戦隊はシャア・アズナブルの第300独立戦隊に編入されその指揮下でア・バオア・クーで戦うが、敗走中に連邦艦隊の待ち伏せに遭い、クルーらを逃がすため囮となり奮戦し戦死した。
ミアン・ファーレン
女性。ジオン公国市民、ブラードの娘。後にエゥーゴに参加、階級は少尉。乗機は百式、リック・ディアス（『DS』）、メタス（『DS』）、リ・ガズィ（『DS』）。
一年戦争時は年端もいかない子供だったが、父が艦長を務めるムサイ級軽巡洋艦からシャトルで退艦したと見せかけて艦内に潜伏しているなど、妙に行動力があり機転も利いた。
後にエゥーゴのMSパイロットとなり、ガンダムMk-IIを強奪した直後のアーガマに配属され、シグと再会した。不利な戦況で戦意の萎えかけたベテランパイロット達を叱咤して態勢を立て直させるなど、前向きで芯の強い女性に成長している。また、密かにシグに想いを寄せている。年齢は不明だが、13歳のウッソ・エヴィンがアーガマに乗艦した際にお姉さん風を吹かせた時はジュドー・アーシタから「年齢は大して違わないだろ」と突っ込まれていた。なお本作のエンディングは、彼女かセレインのどちらかを中心にした内容に分岐する。
『DS』では、サイド7のティターンズのニュータイプ研究所に潜入するシグらのために仲間と共に陽動を買って出たが、ティターンズの迎撃を受け彼女一人を除いて全滅した。シグと再会して以降は彼と共にアーガマへ転属となる。シグに想いを寄せており、彼が決して自分に振り向くことはないと知りながらも一途に尽くし続け、その献身は彼が過去と決別し前向きに生きる決心をする助けとなった。

### オリジナルキャラクター（DS）
本作のオリジナルキャラクターのデザインは平井久司が担当。
ディー・トリエル
エゥーゴに保護された強化人間と思しき幼い少女。水色のショートヘアに真紅の瞳を持ち、愛称は「トリエ」。乗機は百式、トライア、スーパーディアス。
宇宙世紀ルートでは コウ・ウラキ及びルー・ルカと共に、月面のアンマン市で補充要員としてアーガマに、平成ルートではアラスカ防衛に向かう際ハヤト・コバヤシと共に合流する。部隊内では幼い子供を戦わせることに否定的な意見もあったが、本人の強い希望が通り戦闘員として迎えられた。ニュータイプ能力はフォウ・ムラサメやエルピー・プルなどの強化人間を上回るが、失声症らしき症状を患っており、あまり自己表現が得意ではない。
正体はジオン残党によって作られた「マシンチャイルド（肉体をナノマシンで構成した強化人間）」と呼ばれる人工生命体で、その4番目の試作モデル（D号試験体）である。A〜C号試験体と同様に能力不足と判定され殺処分されるところだったが、心ある士官によって研究施設から逃がされた。その際、「殺される」という事の意味を理解できなかった彼女に対し「戦いを継続し生き続け、その中で自分にとって大切なものを見つけ出せ」という命令を与えられている。
後にセンチュリオの猛攻を受けた折、親身に面倒を見てくれたアーガマ（アークエンジェル）の仲間を守りたいという強い意識が芽生え、ナノマシンを活性化させその能力を飛躍的に向上させた。また、ナノマシンの活性化に伴い会話能力を獲得したが、相変わらず無口で稀に一言二言呟く程度である。一時期拉致されて「レギオン」の一部に組み込まれたがアーガマの仲間達によって救出され、この経験を経て人間としてのパーソナリティを確立した。D号試験体（Dトライアル）を捩った「ディー・トリエル」という名前に嫌悪感があり、愛称の「トリエ」で呼ばれることを好む。
なお、行動を共にしていたコウやルーはもとより、アポリー・ベイやキラ・ヤマトにも懐いている。
レギオン
女性。実用化された量産型のマシンチャイルド。常に赤いバイザーを掛けているが、その下の顔はディー・トリエルと同一。乗機は各種センチュリオシリーズ。
多数が存在し「レギオン（軍団）」を構成する。各個体毎の意識は無く全てのレギオンで共有されており、これらの集合意識をノーマ・レギオが統率する。ラウ・ル・クルーゼからは「終幕をもたらす破壊の天使達」と呼ばれていた。
ノーマ・レギオ
「レギオン」を統率するマシンチャイルドの女性で、外見はディー・トリエルや他のレギオンと同一ながらその能力は彼女らを遥かに上回る。乗機はセンチュリオ・レガートゥス、インペラトール。
個人としてのパーソナリティを持たないレギオンとは異なり、僅かながら自我を持っているが、本人は自分を道具と割り切っているためにその事に気づいていない。旧人類の粛清を行うという目的で生み出されたクローン生命体であり、生みの親とも言えるギレン・ザビを父として慕っている。ノーマ自身が他のレギオンを制御する中枢ユニットのため、彼女とインペラトールが撃破されれば他のレギオンとセンチュリオも機能を停止する。
隠しルートでは、一年戦争時にギレンが戦死したため、存在意義を失ったノーマとレギオンは路頭に迷うが、ラウ・ル・クルーゼと出逢い、彼の目的である世界を滅ぼすという復讐劇に手を貸した。レギオン達はクルーゼを「共に行動する協力者」としており、彼が撃破された時にはノーマは怒りのような感情を見せた。ゲーム進行によっては、オルガ・サブナックらによってレギオンの呪縛から解き放たれ、犯した罪を償うために完全な個人としての人生を歩み始める。

## 評価

### 評価（モノアイガンダムズ）
米澤崇史は「電撃オンライン」に寄せた記事の中で、シナリオの展開がこれまでのガンダムゲームとは違う分、独自の魅力が根強い人気の理由だろうと分析している。

### 評価（DS）
「電撃オンライン」の米澤崇史によると、物語の面白さがファンに受け入れられたという。米澤はライバルルートの分岐次第で小説版『機動戦士ガンダム』を基にした展開が繰り広げられるだけでも驚きだが、さらにそのあと『機動戦士ガンダムSEED』のドミニオンを中心の物語になった後のシーマとナタルの共闘は胸が熱くなったと述べている。